# Créole chagossien
Le créole chagossien est un créole francophone parlé par les Chagossiens, une population déportée à la fin des années 1960 par les Britanniques de l'archipel des Chagos vers Maurice et les Seychelles, L'ilwa est une variété de créole mauricien influencée par le créole seychellois. Il est actuellement parlé principalement à l'île Maurice et aux Seychelles. Il existe également une petite communauté minoritaire parlant cette langue au Royaume-Uni. Le Créole chagossien était encore parlé en 1994 par quelque 1 800 locuteurs Chagossiens.

## Exemple
Exemple de texte en créole chagossien et traduction français : 
- Chagossiens :

Kominote Sagosien sorti Arsipel Sagos, enn group lil koray 18em siek, bann k
olon franse, ek english plitar, finn amenn bann travayer esklav ek angaze, lappipar depi Afrik de lest ek Madagascar via Moris pou travay dan plantation koko.
- Français :

La communauté chagossienne est originaire des îles Chagos, un atoll corallien au milieu de l'océan Indien. Dès la fin du XVIIIe siècle, des colons français, puis britanniques, ont colonisé les îles avec des esclaves et des travailleurs, principalement originaires d'Afrique de l'Est et de Madagascar, via l'île Maurice, pour travailler dans les plantations de noix de coco locales.